# Запис дуд код школе (Стрижа)
Запис дуд код школе (Стрижа) се налази на парцели чији је власник Основна школа "Радоје Домановић".

## Локација
| Општина             | Параћин                                               |
| Катастарска општина | Стрижа                                                |
| Потес               | Стамбена 7                                            |
| Координате          | 43° 49′ 51″ С; 21° 24′ 31″ И / 43.8309° С; 21.4086° И |
| Надморска висина    | 132m                                                  |

## Карактеристике
Дендрометријске вредности утврђене на терену и сателитским снимцима:
| Стабло                     | Дуд |
| Висина стабла              | m   |
| Обим дебла                 | m   |
| Пречник крошње             | 10m |
| Пречник дебла              | m   |
| Висина дебла до прве гране | m   |

## База записа
Запис је у оквиру Викимедија пројекта "Запис - Свето дрво" заведен под редним бројем 0698.